# Římskokatolická farnost Rudice
Římskokatolická farnost Rudice je územní společenství římských katolíků v děkanátu Uherský Brod s farním kostelem svatého Václava.

## Historie farnosti
První písemná zmínka o obci Rudice pochází z roku 1350. Původní kostel pocházel zřejmě z druhé poloviny 13. století Pravděpodobně husitské bouře a časté vpády povstalců z Uher vedly k jeho zpustošení. Nový kostel je připomínám v roce 1704, do konečné podoby v pozdně barokním slohu byl dostavěn v roce 1787.

Rudice patřily původně do nezdenické farnosti. v Roce 1784 byla zřízena kuracie, farnost vznikla roku 1862. 

## Duchovní správci
Přehled duchovních správců je dochován od roku 1779. Poslední farář přímo ve farnosti působil do roku 1977, od té doby je farnost střídavě administrována ze Šumic či Nezdenic. Od července 2013 je administrátorem excurrendo R. D. Mgr. Jan Lisowski ze Šumic.

## Bohoslužby
Ve farnosti se konají pravidelně bohoslužby ve farním kostele - v neděli i ve všední dny.

## Aktivity farnosti
Ve farnosti se pravidelně koná tříkrálová sbírka. V roce 2017 se při ní vybralo v Rudicích 12 790 korun a v Přečkovicích 3 530 korun.